# 奇波灰蝶
奇波灰蝶（学名：Euchrysops cnejus），又名棕灰蝶、白尾小灰蝶、白尾灰蝶、雙珠淡藍灰蝶等，为灰蝶科棕灰蝶屬下的一个种。

## 描述
本種為中小型灰蝶，具明顯雌雄二型性。體背暗褐色，腹側白色並被毛。複眼光滑，觸角黑褐色具白環，口器褐色，下唇鬚白色、末端褐色。前翅長10-16 mm，外緣及前緣略呈弧形，三角形翅形；後翅圓形，CuA2脈末端具絲狀短尾突。
雄蝶翅背為亮紫色，前翅外緣有細黑邊，後翅CuA1與CuA2室末端各具黑褐斑點。翅腹面乳白至黃白色，中央具一列暗色斑點，後翅前緣及翅基另有三枚小黑點，中室末端與Rs室有暗色短條紋。亞外緣具由暗色與白線組成的雙重帶紋，CuA1與CuA2室外端具黑斑、橙黃色弦月紋與具金屬光澤的淺綠色鱗。緣毛灰白雜褐。
雌蝶體形與雄蝶相似，但前足跗節不癒合。翅背基部具藍色斑，黑褐色區域較寬，後翅外緣有白色弦月紋列及暗色鑲白線的斑點列，CuA1與CuA2室斑紋與雄蝶類似。

## 分佈
廣泛見於東洋區及澳洲區，在臺灣主要分布在本島沿岸與低地，北部較少，離島亦有發現。

## 棲地
棲息於海岸林與草地等開闊環境，全年多世代。成蝶喜訪花，幼蟲以豆科植物如濱豇豆、賊小豆、寬翼豆的花苞、果莢及種子為食。